# Kottayam
Kottayam (malabar: കോട്ടയം) es una ciudad del estado indio de Kerala, capital del distrito homónimo en el sur del estado.
En 2011, el municipio que formaba la ciudad tenía una población de 136 812 habitantes, siendo sede de un taluk con una población total de 631 885 habitantes.
Perteneció históricamente a los reinos de Venad y Thekkumkur, hasta que a mediados del siglo XVIII Marthanda Varma lo anexionó a Travancore. En 1817, la Church Mission Society creó aquí el CMS College Kottayam, el college más antiguo del país; desde entonces, la localidad se convirtió en el principal centro literario de Kerala, siendo conocida con el sobrenombre de "Akshara Nagari" ("tierra de letras") y albergando la sede de varios de los principales periódicos en malabar.
Se ubica en la costa suroriental del lago Vembanad y a orillas del río Meenachil, sobre la carretera 183 que une Kottarakkara con Dindigul pasando junto al parque nacional de Mathikettan Shola.

## Clima
| Parámetros climáticos promedio de Kottayam | Parámetros climáticos promedio de Kottayam | Parámetros climáticos promedio de Kottayam | Parámetros climáticos promedio de Kottayam | Parámetros climáticos promedio de Kottayam | Parámetros climáticos promedio de Kottayam | Parámetros climáticos promedio de Kottayam | Parámetros climáticos promedio de Kottayam | Parámetros climáticos promedio de Kottayam | Parámetros climáticos promedio de Kottayam | Parámetros climáticos promedio de Kottayam | Parámetros climáticos promedio de Kottayam | Parámetros climáticos promedio de Kottayam | Parámetros climáticos promedio de Kottayam |
| Mes                                        | Ene.                                       | Feb.                                       | Mar.                                       | Abr.                                       | May.                                       | Jun.                                       | Jul.                                       | Ago.                                       | Sep.                                       | Oct.                                       | Nov.                                       | Dic.                                       | Anual                                      |
| ------------------------------------------ | ------------------------------------------ | ------------------------------------------ | ------------------------------------------ | ------------------------------------------ | ------------------------------------------ | ------------------------------------------ | ------------------------------------------ | ------------------------------------------ | ------------------------------------------ | ------------------------------------------ | ------------------------------------------ | ------------------------------------------ | ------------------------------------------ |
| Temp. máx. media (°C)                      | 32                                         | 32                                         | 33                                         | 33                                         | 32                                         | 30                                         | 29                                         | 29                                         | 30                                         | 30                                         | 30                                         | 31                                         | 30.9                                       |
| Temp. mín. media (°C)                      | 22                                         | 23                                         | 25                                         | 25                                         | 25                                         | 24                                         | 23                                         | 24                                         | 24                                         | 24                                         | 24                                         | 23                                         | 23.8                                       |
| Precipitación total (mm)                   | 22                                         | 39                                         | 60                                         | 155                                        | 320                                        | 636                                        | 596                                        | 397                                        | 292                                        | 326                                        | 210                                        | 52                                         | 3105                                       |
| Días de precipitaciones (≥ 0.1 mm)         | 1                                          | 2                                          | 3                                          | 7                                          | 10                                         | 21                                         | 20                                         | 17                                         | 13                                         | 12                                         | 8                                          | 3                                          | 117                                        |
| Fuente:                                    |                                            |                                            |                                            |                                            |                                            |                                            |                                            |                                            |                                            |                                            |                                            |                                            |                                            |